# Ariadna capensis
Ariadna capensis är en spindelart som beskrevs av William Frederick Purcell 1904. Ariadna capensis ingår i släktet Ariadna och familjen sexögonspindlar. Inga underarter finns listade i Catalogue of Life.